# 李大輝 (足球運動員)
李大輝（？—），外號「豬油包」，馬來西亞華人、香港足球運動員。曾效力於港甲九巴。他曾多次入選港隊及中華民國代表隊，協助中華民國獲得1954年馬尼拉亞運足球金牌。
他的衝刺驚人，擁有出色的過人能力，因此多作為翼鋒角色上陣。到了五十年代，場上位置改以中鋒為主，有時也打內鋒和翼鋒。